# Copahue
Stratovulkán Copahue leží na hranici mezi Chile a Argentinou. 27. května 2013 byl v Chile vyhlášen červený stupeň ohrožení a zahájena evakuace přibližně 2 tis. lidí.
Od roku 1900 došlo k deseti erupcím sopky.